# Eurovision Song CZ 2020
A 2020-as Eurovision Song CZ (röviden ESCZ) egy cseh zenei verseny volt, melynek keretén belül a közönség és a zsűri kiválasztotta, hogy ki képviselje Csehországot a 2020-as Eurovíziós Dalfesztiválon, Hollandiában. A 2020-as Eurovision Song CZ volt a harmadik cseh nemzeti döntő.
Ebben az évben változáson ment volna át a dalválasztó, hiszen ezúttal a Forum Karlín nevű rendezvényközpontban élő közvetítéssel lett volna sugározva a műsor, ám 2019. november 6-án a cseh televízió bejelentette, hogy harmadjára is online döntő keretei belül rendezik meg a műsort.
A verseny győztese Benny Cristo lett, aki a Kemama című dallal képviselte volna az országot.

## A résztvevők
A ČT 2019. január 29-én jelentette be, hogy ismét lehet jelentkezni a cseh döntőbe. A dalok beküldésének határideje 2019. július 31 volt. 2019. december 2-án vált hivatalossá, hogy ezúttal nem nyolc előadó fog versenyezni, hanem ezúttal hét. Ez eggyel több, mint 2018-ban, viszont eggyel kevesebb az előző felhozatalhoz képest.
A ČT 2020. január 13-án jelentette be a műsorba jutottak névsorát. A résztvevők dalait pedig január 20-án közölte a cseh műsorsugárzó.
| Előadó            | Dal                                    | Nyelv          | Szerző(k)                                                    |
| ----------------- | -------------------------------------- | -------------- | ------------------------------------------------------------ |
| Barbora Mochowa   | White & Black Holes                    | angol          | Barbora Mochowa, Viliam Béreš                                |
| Benny Cristo      | Kemama                                 | angol          | Osama Verse-Atile, Ben Cristovao, Charles Sarpong, Rudy Ray  |
| Elis Mraz & Čis T | Wanna Be Like                          | angol, spanyol | Elis Mraz, Čis T                                             |
| Karell            | At Least We've Tried                   | angol          | Karell                                                       |
| Olga Lounová      | Dark Water                             | angol          | Aleena Gibson, Ashley Dudokovich, Olga Lounová, Trevor Muzzy |
| Pam Rabbit        | Get Up                                 | angol          | Boris Carloff, Pamela Koky                                   |
| We All Poop       | All The Blood (Positive Song Actually) | angol          | Jakub Božek, Michal Jiráň, Šimon Martínek                    |

## Döntő
A döntőt 2020. február 3-án rendezték meg. A végeredményt nézők és a nemzetközi zsűri szavazatai alakították ki.
| Előadó            | Dal                                    | Zsűri    | Zsűri    | Közönség | Összesen | Helyezés |
| Előadó            | Dal                                    | Összesen | Pontszám | Közönség | Összesen | Helyezés |
| ----------------- | -------------------------------------- | -------- | -------- | -------- | -------- | -------- |
| Barbora Mochowa   | White & Black Holes                    | 87       | 12       | 2        | 14       | 3.       |
| Benny Cristo      | Kemama                                 | 78       | 10       | 12       | 22       | 1.       |
| Elis Mraz & Čis T | Wanna Be Like                          | 75       | 8        | 10       | 18       | 2.       |
| Karell            | At Least We've Tried                   | 67       | 6        | 4        | 10       | 5.       |
| Olga Lounová      | Dark Water                             | 55       | 3        | 6        | 9        | 6.       |
| Pam Rabbit        | Get Up                                 | 67       | 6        | 3        | 9        | 6.       |
| We All Poop       | All The Blood (Positive Song Actually) | 66       | 3        | 9        | 12       | 4.       |